# Patrick Gretsch
Patrick Gretsch (Erfurt, 7 de abril de 1987) é um ciclista alemão que foi profissional desde 2006 até 2016.

## Palmarés

### Estrada
- 2008
  - Tour de Thuringe, mais 1 etapa
  - 2.º no Campeonato Mundial Contrarrelógio sub-23

- 2009
  - 3.º no Campeonato Mundial Contrarrelógio sub-23

- 2010
  - 2.º no Campeonato da Alemanha Contrarrelógio

- 2011
  - 1 etapa do ZLM Toer
  - 3.º no Campeonato da Alemanha Contrarrelógio 
  - 1 etapa do USA Pro Cycling Challenge

- 2012
  - 1 etapa da Volta à Andaluzia[1]

- 2013
  - 2.º no Campeonato da Alemanha Contrarrelógio

### Pista
- 2009
  - Campeonato da Alemanha Perseguição

## Resultados em Grandes Voltas e Campeonatos do Mundo
| Corrida                | Corrida                | 2006 | 2007 | 2008 | 2009 | 2010 | 2011  | 2012  | 2013 | 2014  | 2015 | 2016 |
| ---------------------- | ---------------------- | ---- | ---- | ---- | ---- | ---- | ----- | ----- | ---- | ----- | ---- | ---- |
|                        | Giro d'Italia          | —    | —    | —    | —    | —    | 138.º | —     | 69.º | 95.º  | 94.º | Ab.  |
|                        | Tour de France         | —    | —    | —    | —    | —    | —     | 141.º | —    | —     | —    | —    |
|                        | Volta a Espanha        | —    | —    | —    | —    | —    | —     | —     | —    | 126.º | —    | —    |
| Mundial Contrarrelógio | Mundial Contrarrelógio | —    | —    | —    | —    | —    | —     | 27.º  | 38.º | —     | —    | —    |

—: não participa

Ab.: abandono

## Equipas
- Thüringer Energie Team (2006-2009)
- HTC (2010-2011)
- Team HTC-Columbia (2010)
- HTC-Highroad (2011)
- Team Argos-Shimano (2012-2013)
- AG2R La Mondiale (2014-2016)